# 夢のまた夢 (鈴木雅之の曲)
「夢のまた夢」（ゆめのまたゆめ）は、1994年10月1日に発売された鈴木雅之の18枚目のシングル。

## 解説
- 7枚目のアルバム『She・See・Sea』[注 1]からの先行シングル。
- タイトル・トラックは小田和正プロデュースで、フジテレビ系ドラマ『妊娠ですよ』主題歌に使用された。後にベスト・アルバム『MARTINI II』[注 2]に、“1995 Re-mix Version”で収録された。
- カップリングも『She・See・Sea』[注 1]収録曲で、2008年に「恋のフライトタイム〜12pm〜」と改題され、菊池桃子とのデュエットでリメイクされた。

## 収録曲
1. 夢のまた夢  –  (4:32)[1]
Produced by 小田和正、作詞・作曲・編曲：小田和正
関西テレビ系ドラマ『妊娠ですよ』主題歌
2. 第2ターミナル  –  (5:14)[1]
作詞：朝水彼方、作曲：鈴木雅之、編曲：有賀啓雄
3. 夢のまた夢 (Backing Track)  –  (4:32)[1]
4. 第2ターミナル (Backing Track)  –  (5:09)[1]

## リリース日一覧
| 地域 | 発売日                        | リリース                | 規格                   | 品番      | 備考                               |
| ---- | ----------------------------- | ----------------------- | ---------------------- | --------- | ---------------------------------- |
| 日本 | 1994年10月1日                 | EPIC/SONY               | 8cmCDシングル          | ESDB 3524 |                                    |
| 日本 | - 2013年7月2日 - 2014年4月1日 | Epic Records Japan Inc. | デジタル・ダウンロード | -         | 通常音質（全4曲：AAC 128/320kbps） |